# Ampelocissus celebica
Ampelocissus celebica är en vinväxtart som beskrevs av Karl Suessenguth. Ampelocissus celebica ingår i släktet Ampelocissus och familjen vinväxter. Inga underarter finns listade i Catalogue of Life.